# Gonzaga (Italia)
Gonzaga (Gunsàga in dialetto basso mantovano) è un comune italiano di 8 639 abitanti della provincia di Mantova in Lombardia.
Ha dato il nome ad una delle famiglie italiane più illustri e potenti del Rinascimento italiano ed europeo, i Gonzaga, signori di Mantova.

## Geografia fisica

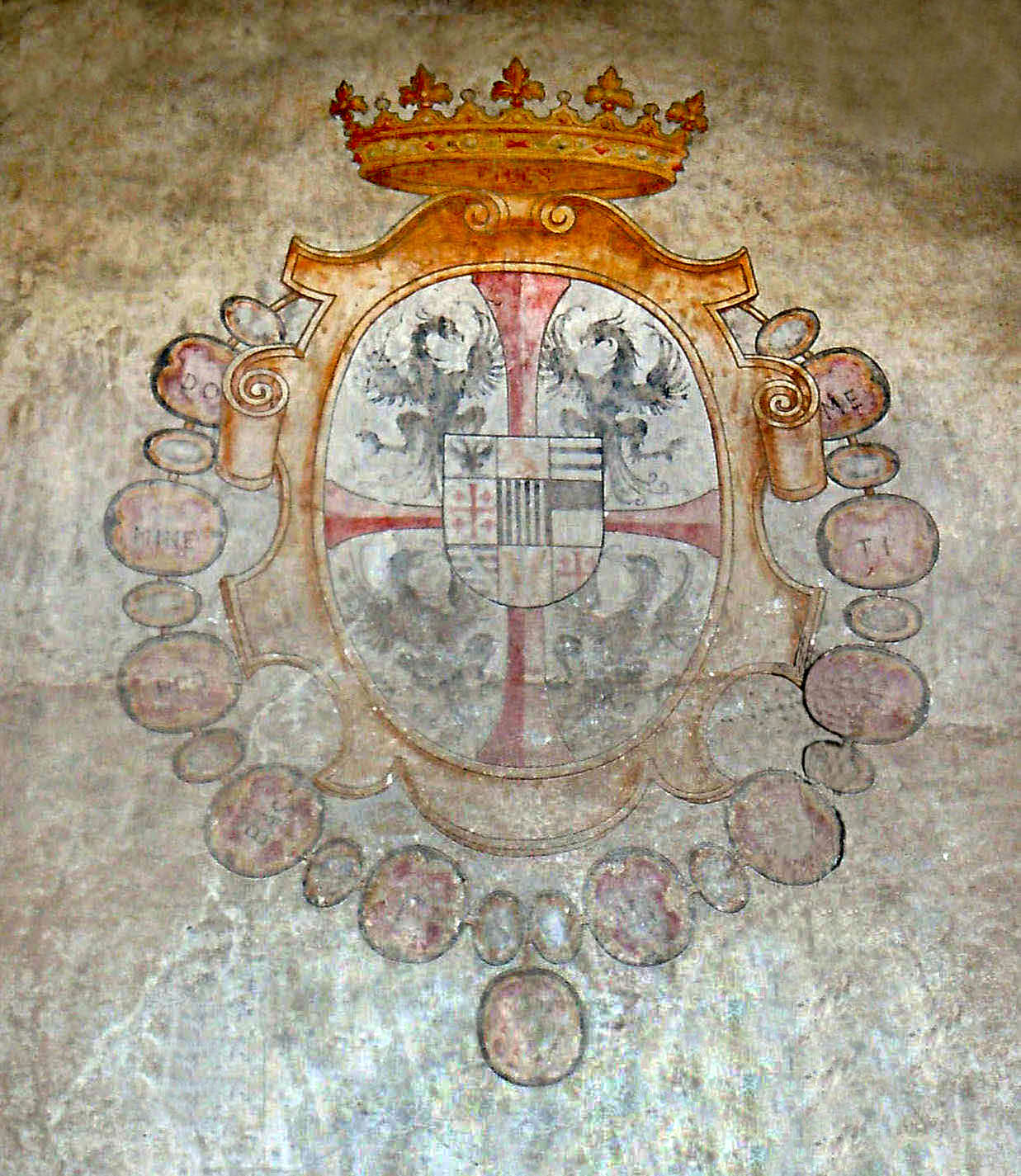
Stemma dei Gonzaga sulla torre civica

Il comune è situato sul confine con l'Emilia-Romagna, dista da Mantova circa 29 km e da Reggio Emilia circa 34 km.

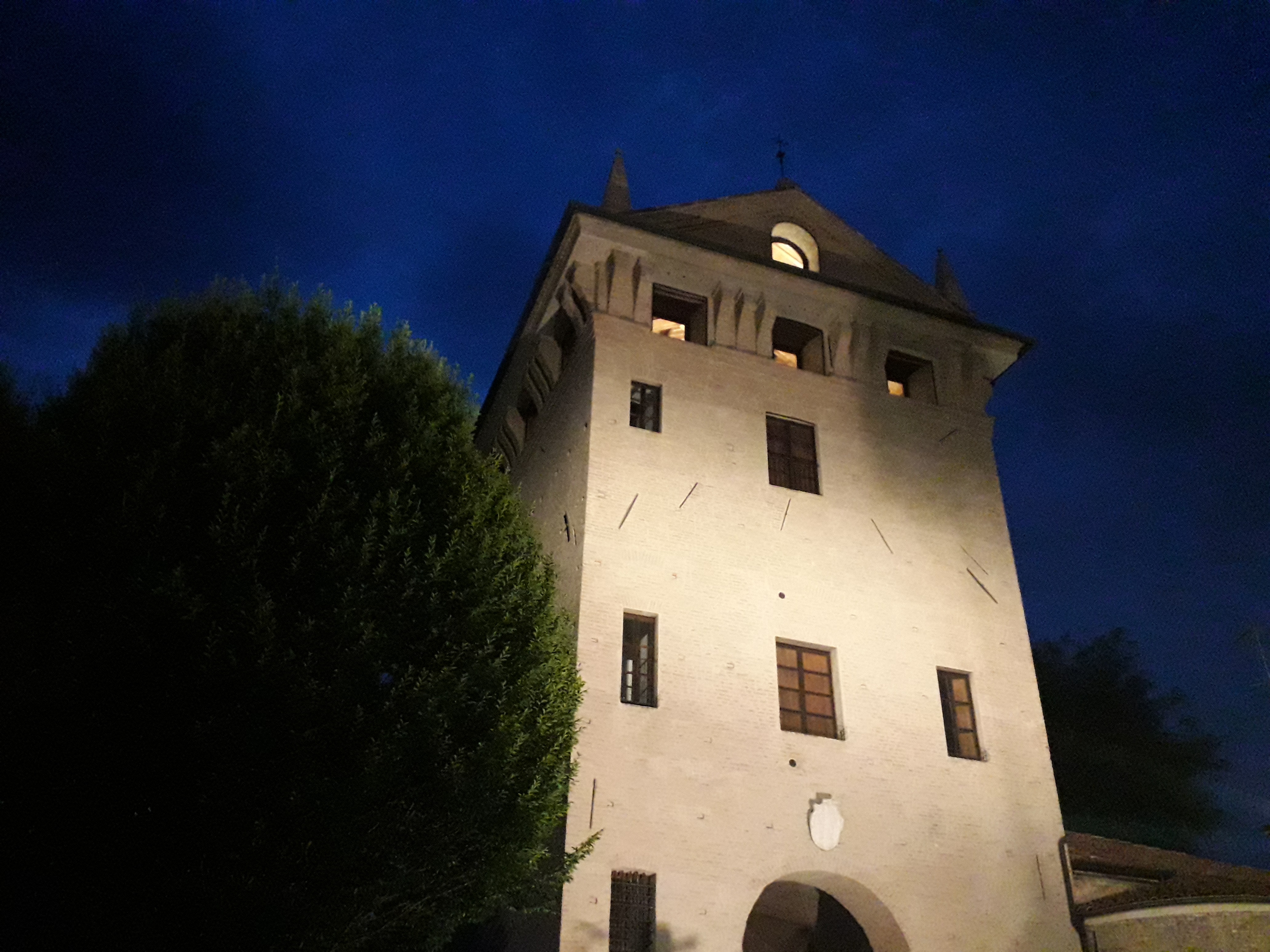
Veduta notturna della Torre civica

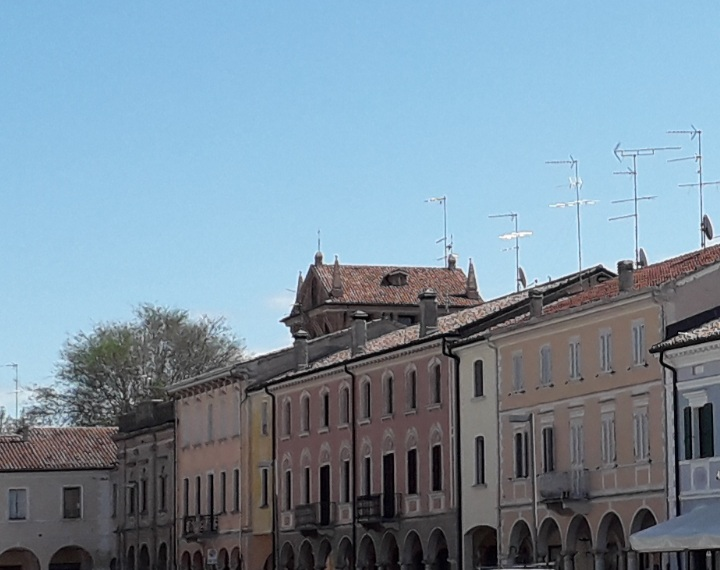
Piazza Matteotti

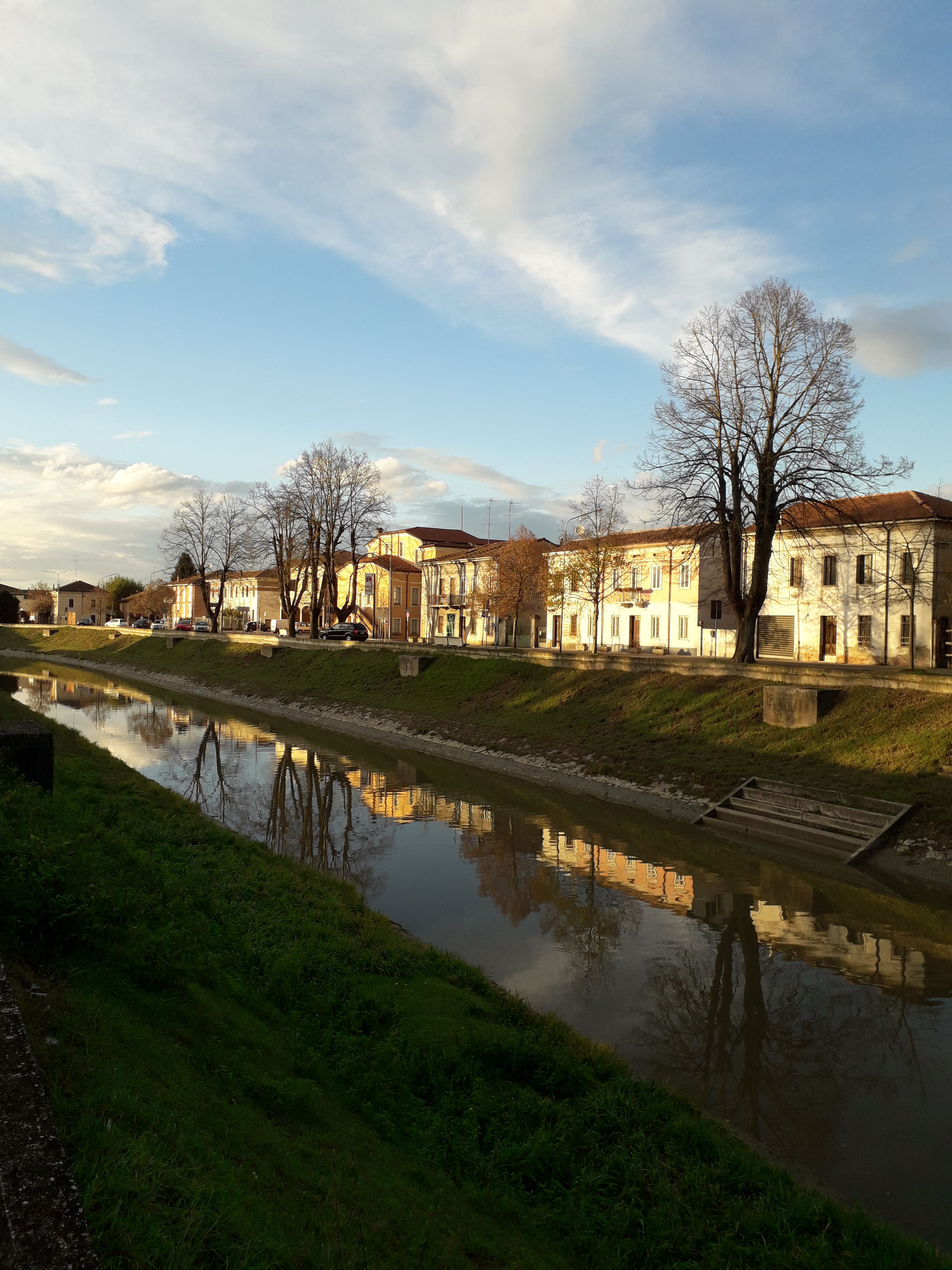
Veduta del canale di Gonzaga. Sullo sfondo, il retro del Teatro comunale

Gonzaga è stata duramente colpita dai terremoti dell'Emilia del 2012, che hanno provocato gravi danni alle abitazioni rurali e ai monumenti, soprattutto religiosi: di questi, la più danneggiata è stata la parrocchiale di San Tommaso apostolo nella frazione di Bondeno, che ha subìto il collassamento sulla piazza antistante dell'intero frontone semicircolare, e di parti di cornicioni lungo il perimetro della navata, e all'interno, il crollo di parte della volta che ha distrutto l'altare maggiore ligneo ottocentesco nonché alcuni banchi. Danni seri sono stati arrecati anche alla Parrocchiale di San Sisto II a Palidano, che ha riportato il distacco della facciata e lesioni rilevanti al campanile. Sempre nella frazione Palidano, gravi danni anche alla villa Strozzi, sede dell'istituto agrario.
Nel capoluogo, danneggiate le varie torri, come quella dell'orologio, e anche le due chiese (parrocchiale e chiesina di piazza), anche se in misura minore rispetto a quelle di Bondeno e Palidano.

## Origini del nome
Secondo lo storico dei Gonzaga Gaspare Scioppio, gunzo è voce germanica corrispondente a "verde e ameno".

## Storia
Nel 1215 fu assediata invano dai reggiani e dai loro alleati cremonesi. Cinque anni dopo il comune di Reggio tenta di nuovo la conquista di Gonzaga ma i mantovani chiamano in loro aiuto i modenesi che accorrono a presidiare il castello di Bondeno. La guerra termina nel 1225 con il seguente accordo: Gonzaga ai mantovani, Bondeno ai reggiani e giurisdizione comune su Pegognaga. Fu la terra di origine della famiglia Corradi (o Corradi da Gonzaga), dalla quale derivò la celebre famiglia dei Gonzaga, signori di Mantova dal 1328 al 1707.

### Seconda guerra mondiale
Nel corso della seconda guerra mondiale a Gonzaga fu combattuta nella notte tra il 19 e il 20 dicembre 1944 l’unica battaglia urbana condotta dalla Resistenza in val Padana durante l’inverno 1944-1945.
Gonzaga in quel periodo ospitava il comando del presidio militare tedesco, la sede del comando della VII Compagnia del Corpo Ausiliario della squadra d'azione di Camicie Nere 13º Battaglione "Marcello Turchetti", la caserma dove alloggiava il Distaccamento del 614º Comando Provinciale della GNR, e un campo di transito per prigionieri di guerra, un Polizei-und Durchgangslager (Dulag 152).
I gruppi coinvolti furono la 77ª Brigata SAP "Fratelli Manfredi", la 1ª e la 7ª squadra GAP della 65ª Brigata "Walter Tabacchi" e la squadra volante "Ciclone" della 121ª Brigata Garibaldi "A. Luppi".
La battaglia causò la morte di 15 tedeschi, cinque militi della GNR e due partigiani:
- Alcide Garagnani (Scarpone), medaglia d'oro al valore militare
- Alexander Nakorcemni Klimentievic (Alessandro)

La ritorsione nazifascista si compì con la condanna a morte di sette partigiani, rastrellatati nella zona di Poggio Rusco. L'esecuzione di Aldo Barbi, Iginio Bardini, Aldo Ferrari, Fortunato Ferrari, Ugo Roncada, Vasco Zucchi fu eseguita dalla milizia fascista al poligono di tiro all'alba del 22 dicembre 1944. Bruno Brondolin venne giustiziato dopo alcuni mesi di carcere, appena maggiorenne.

### Simboli
Lo stemma e il gonfalone sono stati concessi con decreto del presidente della Repubblica del 29 luglio 1993.

### Onorificenze
Con decreto del presidente della Repubblica in data 6 ottobre 2016 le è stato attribuito il titolo di città.

## Monumenti e luoghi d'interesse

### Gonzaga
- Piazza Matteotti
- Piazza Castello
- Torre civica
- Torre delle Prigioni
- Chiesetta dell'Immacolata Concezione, detta chiesina di piazza
- Chiesa parrocchiale di San Benedetto Abate
- Convento di Santa Maria
- Ca' d'la Büsa
- Villa Canaro
- Villa Speroni
- Teatro comunale
- MEMO - Museo Montessori

### Bondeno
- Chiesa parrocchiale di San Tommaso Apostolo
- Corte Agnella
- Villa Rossi-Benatti

### Palidano
- Villa Strozzi
- Villa Maraini
- Chiesa parrocchiale di San Sisto II Papa

## Aree naturali
Nei pressi di Palidano si trovano le seguenti aree naturali:
- Laghi Pascoletto: i laghi sono raggiungibili da Gonzaga tramite un percorso ciclabile (detto Ciclabile del Pascoletto) che in parte costeggia il canale di bonifica, in un paesaggio di interesse naturalistico.
- Laghi Margonara
- Loghino Po vecchio
- Bosco di Villa Strozzi

## Società

### Evoluzione demografica
Abitanti censiti

### Etnie e minoranze straniere
Al 1 gennaio 2023 la popolazione straniera è di 927 persone, pari al 13,7% della popolazione.

## Cultura

### Eventi

#### Polo fieristico di Fiera Millenaria
A Gonzaga, nei pressi del Convento di S. Maria, ha sede un importante polo fieristico, gestito dalla società Fiera Millenaria srl. Il polo, che si estende su un'area di 120.000 mq, ospita numerose manifestazioni, esposizioni e fiere. Tra queste vi sono:
- Bovimac (gennaio): mostra bovina e macchine per l'agricoltura e la zootecnia
- Carpitaly (febbraio): mostra nazionale del carpfishing e della pesca al siluro
- Fiera dell'elettronica (marzo e settembre)
- Fiera Millenaria (prima settimana di settembre): fiera agricola-zootecnica e campionaria. Fiera di antichissima origine, è la manifestazione che dà il nome alla societàUn vicolo del centro storico

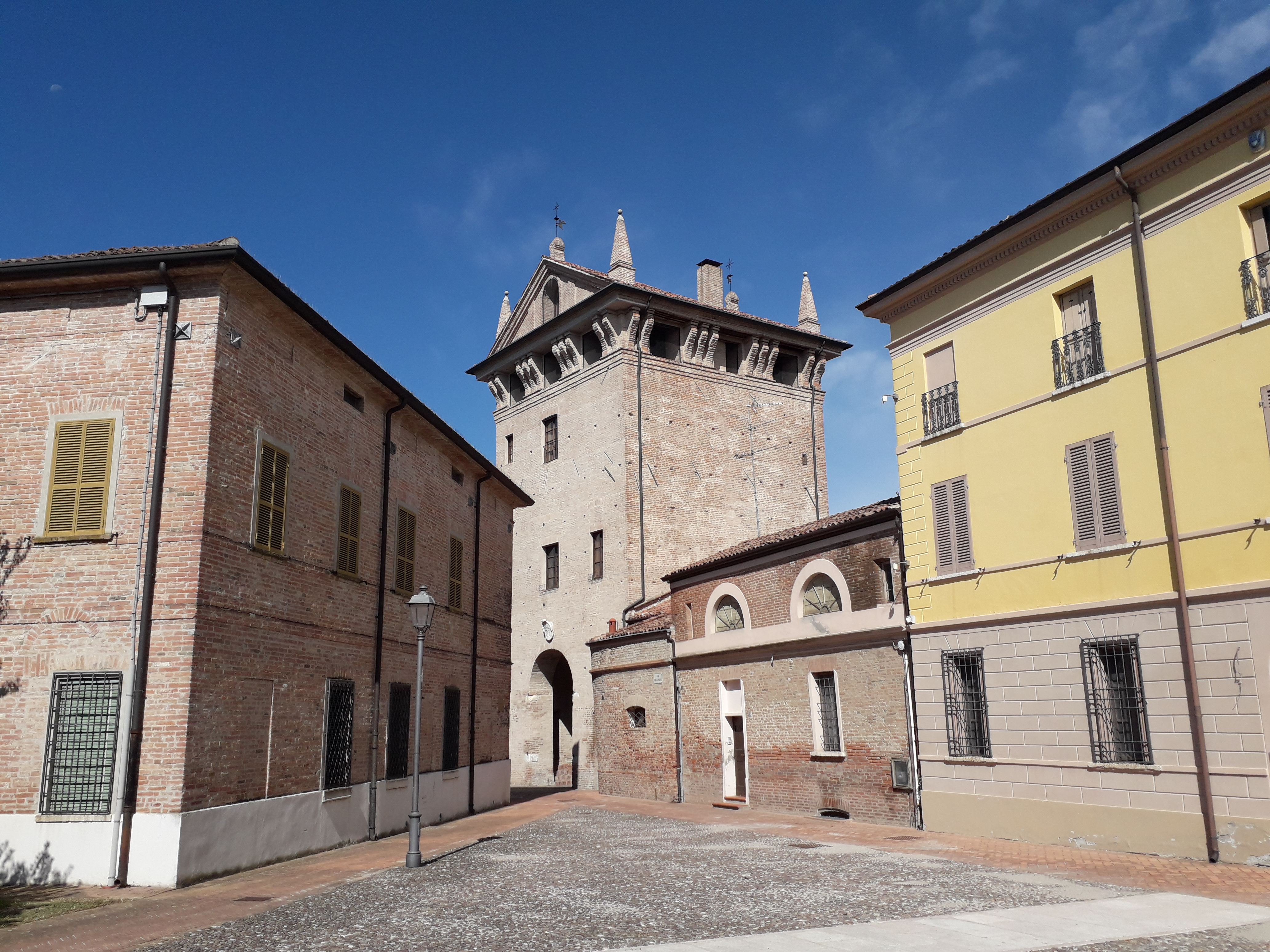
Un vicolo del centro storico

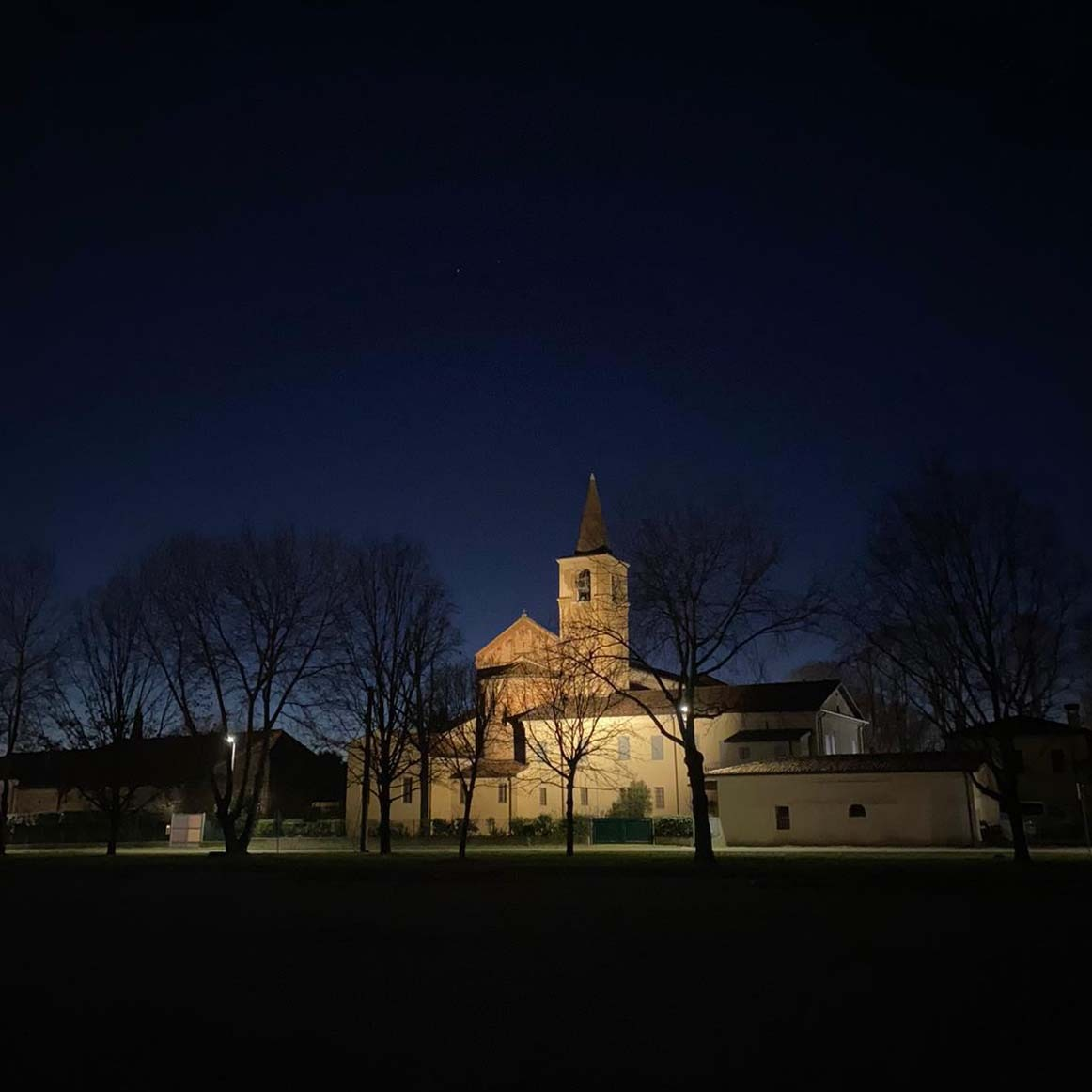
Chiesa di San Benedetto, abside

#### Altri eventi
- Mercatino dell'antiquariato (giorni festivi e quarte domeniche dei mesi con cinque settimane): il mercatino dell'antiquariato 'del C'era una volta', organizzato dal 'Circolo Filatelico, Numismatico ed Hobbistico', si svolge nelle vie e piazze del centro storico di Gonzaga. Vi sono anche due edizioni straordinarie che si svolgono nel quartiere fieristico di Fiera Millenaria. È ritenuto uno dei mercatini dell'antiquariato più importanti d'Italia per qualità e numero di espositori.[17]
- Stagione teatrale del Teatro comunale di Gonzaga (spettacoli da ottobre a maggio nel Teatro comunale; nei mesi estivi gli spettacoli si tengono in alcuni spazi all'aperto del centro storico)[18]
- Festival 'Nessuno Escluso' (spettacoli da ottobre a maggio): Festival d'arte, cultura e solidarietà collettiva[19]
- Cinema sotto le stelle (mesi estivi): rassegna cinematografica all'aperto; dall'autunno alla primavera le rassegne si tengono nel Teatro comunale[20]
- Festival di fotografia Diecixdieci (fine settembre): festival di fotografia contemporanea; le mostre e le letture portfolio si tengono in varie sedi del centro cittadino[21]
- Festa della polenta (ottobre): la manifestazione si tiene in Piazza Matteotti
- La Ciclabile del PascolettoVeduta dei Laghi MargonaraAltra veduta dei Laghi Margonara

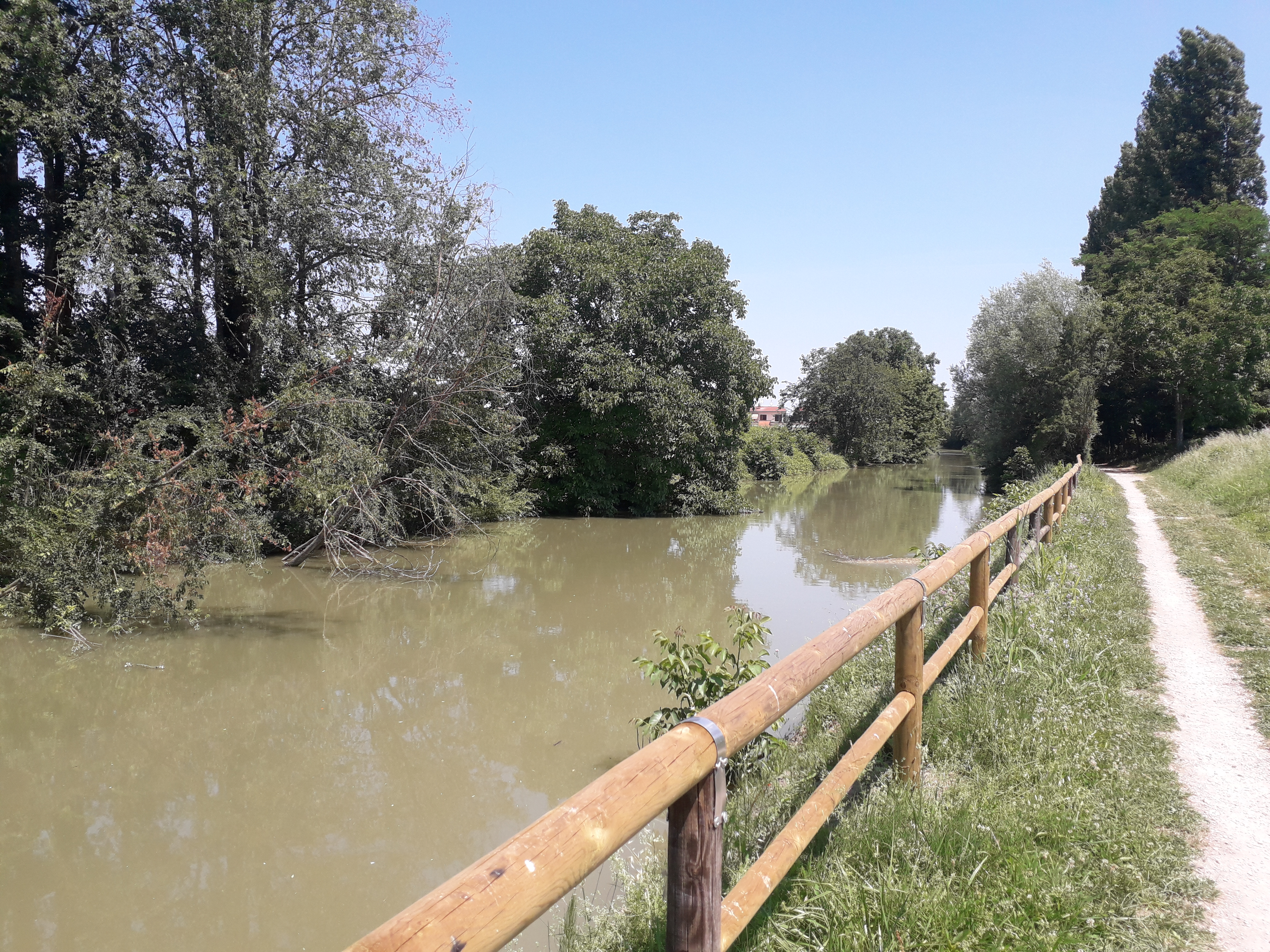
La Ciclabile del Pascoletto

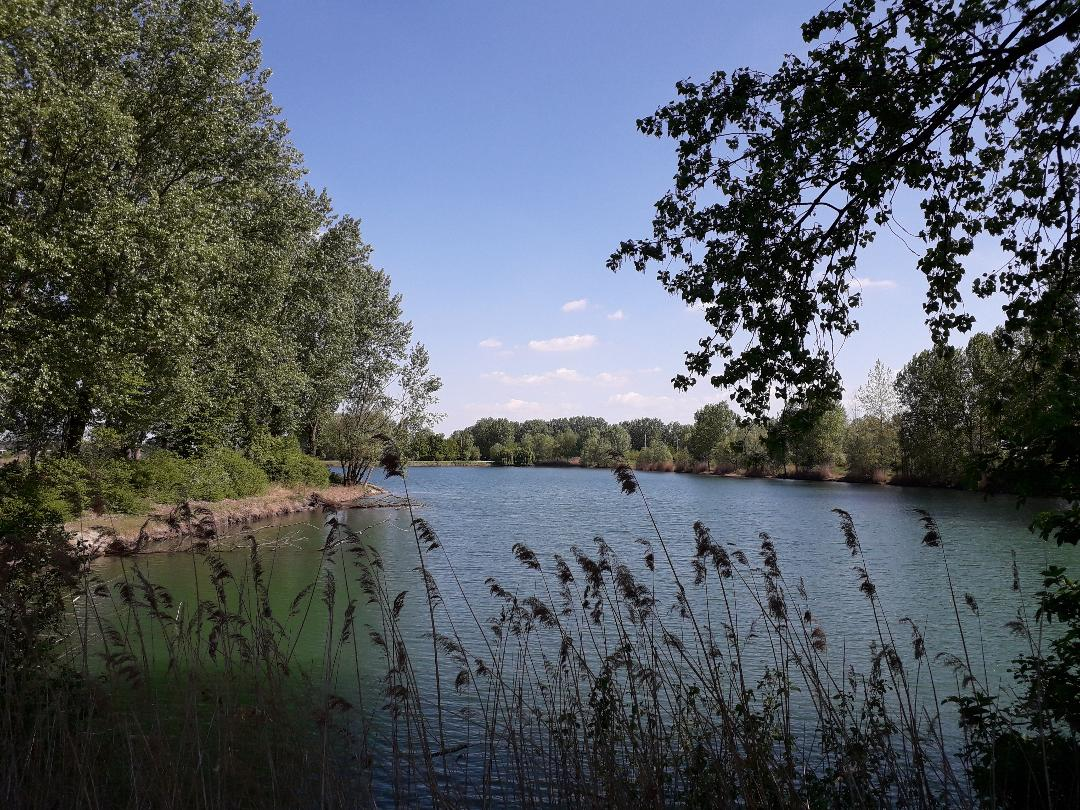
Veduta dei Laghi Margonara

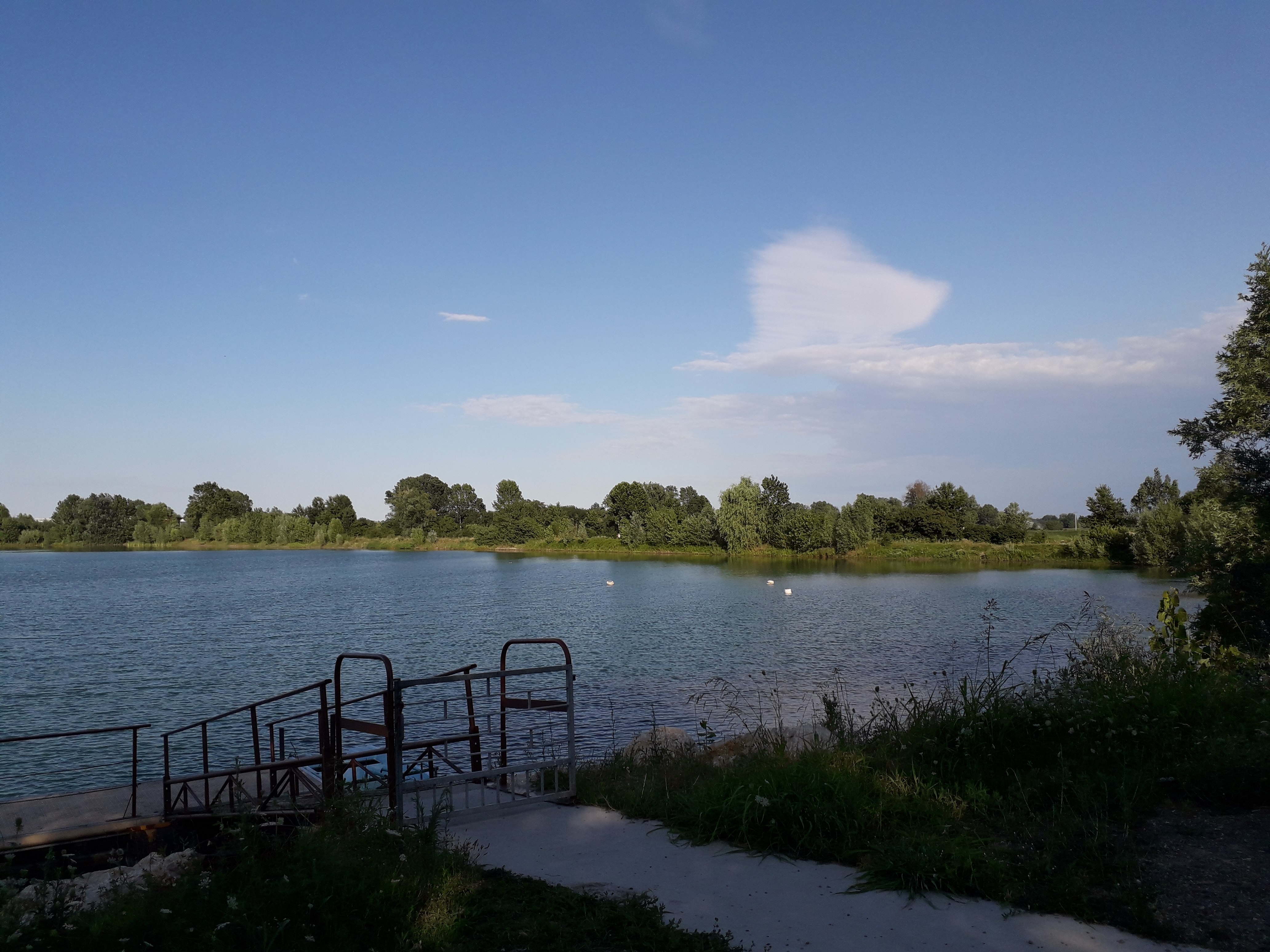
Altra veduta dei Laghi Margonara

Ogni mercoledì mattina si svolge il mercato cittadino in piazza Matteotti.

#### Eventi nelle frazioni
- Féra dla Pèpa dal Magnan (Palidano, ultima settimana di agosto)
- Festa dell'uva (Bondeno, fine settembre / inizio ottobre)[22]

## Infrastrutture e trasporti
Gonzaga è servita dalla linea ferroviaria Mantova-Modena con la stazione di Gonzaga-Reggiolo, situata nell'estremità meridionale del capoluogo comunale, a pochi metri dal confine con Reggiolo (RE).
Il territorio comunale è attraversato dalla Autostrada del Brennero nei pressi di Bondeno. I caselli più vicini sono quelli di Pegognaga e Reggiolo-Rolo.
Gonzaga e le frazioni Palidano e Bondeno sono servite dalla linea 29 interurbana dell'APAM Mantova-Moglia.
Gonzaga è inoltre collegata con una coppia di corse con Guastalla grazie a corse dell'azienda SETA di Reggio Emilia.

## Amministrazione

### Gemellaggi
- Brioude[23]
- Civate[24]
- Reggiolo[senza fonte]